# Musselshell (Montana)
Musselshell – jednostka osadnicza w Stanach Zjednoczonych, w stanie Montana, w hrabstwie Musselshell.